# 23728 Jasonmorrow
23728 Jasonmorrow è un asteroide della fascia principale. Scoperto nel 1998, presenta un'orbita caratterizzata da un semiasse maggiore pari a 2,4320038 UA e da un'eccentricità di 0,0919450, inclinata di 7,46699° rispetto all'eclittica.